# Sligo Mac Diarmada
Sligo Mac Diarmada – stacja kolejowa w Sligo, w prowincji Connacht, w hrabstwie Sligo, w Irlandii. Jest stacją końcową, z dwoma peronami. Nazwa stacji pochodzi od irlandzkiego patrioty Seán Mac Diarmada. Iarnród Éireann, irlandzki narodowy przewoźnik kolejowy, obsługuje połączenia między Sligo i Dublinem.

## Historia
Dworzec otwarto 3 grudnia 1862, dzięki temu miasto uzyskało połączenie kolejowe z Dublinem, następnie otwarto linię do Enniskillen i na północ w 1881 roku i Limerick oraz na południe w 1895 roku. Linia do Enniskillen została zamknięta w 1957, a linię do Limerick zamknięto w 1963. Przez wiele lat Córas Iompair Éireann wykorzystywało nieczynne linie do ruchu towarowego, i mimo że obecnie są zamknięte, stanowią one część projektu Western Railway Corridor.